# Molí de Guiteres
El Molí de Guiteres és una obra de Sobremunt (Lluçanès) inclosa a l'Inventari del Patrimoni Arquitectònic de Catalunya.

## Descripció
És un edifici civil situat a mà esquerra de la riera del Sorreig. Orientada al nord- est d' acord amb l'orientació que pren la riera en aquest paratge.
Teulada de dues vessants amb un adossat a la banda dreta. Planta rectangular. Parets i teulades conserven solidesa, mentre que a l'interior, quasi enrunat, només s' hi conserven les peces de molí, gairebé íntegres.

## Història
Lligat amb la història de la Masia de Guiteres. Va tindre activitat fins als anys 1940.